# David Wrone
David R. Wrone (* 15. Mai 1933 in Clinton, Illinois) ist emeritierter Professor der Geschichtswissenschaften an der Universität von Wisconsin-Stevens Point (UWSP). Seine Forschungsschwerpunkte waren die Geschichte der USA sowie die Geschichte von deren Ureinwohnern, die „Großen Bücher der westlichen Zivilisation“ und das Attentat auf John F. Kennedy.

## Biographische Daten
David R. Wrone wuchs auf einer Farm in Illinois in der Nähe von Clinton auf. Er lebt in StevensPoint, Wisconsin, ist verheiratet und hat einen Sohn und eine Tochter.
Von 1964 bis 1997 war er Professor der Geschichtswissenschaften an der Universität von Wisconsin-Stevens Point. David Wrone ist Mitglied des Vorstandes des zum Assassination Records Review Board (ARRB) gehörenden Archivs der Attentatsforschung in Silver Spring, Maryland, das den 50. Jahrestag des Attentats auf John F. Kennedy vorbereitete.

## Attentatsforschung
David Wrone hat sich vierzig Jahre lang mit dem Attentat auf John F. Kennedy befasst, Vorlesungen und Lehrveranstaltungen zu diesem Thema durchgeführt, an Konferenzen zum Kennedy-Attentat teilgenommen und an Fernsehsendungen sowie Dokumentationen mitgewirkt. Seine Buchveröffentlichungen umfassen eine historische und juristische Bibliographie über die Publikationen zum Kennedy-Attentat (Stand 1980) und eine eingehende Studie zum Zapruder-Film mit dem Titel Reframing the JFK Assassination, in der er aus der Sicht von Michael Kurtz, einem amerikanischen Historiker, der ebenfalls über das Kennedy-Attentat gearbeitet hat, „in überzeugender Weise die Authentizität (des Films) darlege“.
David Wrone ist einer der zahlreichen Kritiker des das Kennedy-Attentat behandelnden Buches Case Closed von Gerald Posner, in dem es von bloßen Theorien und Spekulationen sowie einer „massiven Anzahl faktischer Fehler“ wimmele.
Ferner hat sich David Wrone mit dem Attentat auf Martin Luther King, jr. befasst. Er ist der Auffassung, dass es sich bei der Verurteilung von James Ray um eine politische Entscheidung handelte, während eine überwältigende Menge von Beweismaterial dessen Unschuld untermauerte.

## Veröffentlichungen
- Who's the Savage? Mistreatment of the Native North Americans, zusammen mit Russell S. Nelson, Fawcett 1973, Krieger Pub. 1982.
- The Freedom of Information Act and Political Assassination: The Legal Proceedings of Harold Weisberg v. General Services Administration, 1978.
- Lincoln: Democracy's Touchstone, 1979.
- The Assassination of John F. Kennedy: A Comprehensive Historical and Legal Bibliography, 1963–1979, 1980.
- Two Assassinations : Abraham Lincoln and John F. Kennedy, Lincoln Fellowship of Wisconsin. Meeting (37th: 1980: Madison), Alfred Whital Stern Collection of Lincolniana (Library of Congress).
- The HSCA, the Zapruder Film, and the Single-Bullet Theory, 1993.
- The Zapruder Film: Reframing the JFK Assassination, University Press of Kansas, 2003.